# Ördög
Ördög är en demon i gammal ungersk mytologi. På äldre ungerska hette demonen Urdung.
Inom kristendom identifierades Ördög direkt med djävulen. Ördög framställs oftast som en faun, ofta becksvart med hovar, horn och en spetsig svans. Han bor i underjorden eller helvetet (Pokol). När han rör sig i de levandes värld antar han antingen en rävs hamn, en mörk eldslåga eller en traditionell ungersk fåraherde med mörka ögon.